# Улькен-Нарин
Ульке́н-Нари́н (каз. Үлкен Нарын) — село, центр Улькен-Наринського району Східноказахстанської області Казахстану. Адміністративний центр Улькен-Наринського сільського округу.
Населення — 5236 осіб (2021; 5095 у 2009, 7352 у 1999, 8292 у 1989).
Національний склад станом на 1989 рік:
- росіяни — 49 %
- казахи — 44 %

До 2009 року село називалось Большенаримське, станом на 2009 рік село називалось Больше-Наримське.